# Benoit Sauvade
Benoît Sauvade, né le 13 juillet 1743 à Ambert et mort guillotiné le 27 août 1792 à Paris, est un prêtre et inventeur français. 

## Biographie
Baptisé le 14 juillet 1743 à Ambert, il est né au Moulin de Richard. Il est le quatrième enfant d'Antoine Sauvade, marchand papetier, et de Marie Anne Vimal du Champ. Leur famille possède des moulins à papier à Ambert depuis plusieurs générations.
Il entre au séminaire à Clermont-Ferrand et est ordonné prêtre le 19 décembre 1767. Il s'installe comme vicaire à Saint-Just-de-Baffie , jusqu'en 1770. Il signe sur les registres BMS. Il est ensuite curé à Valcivières.
L'abbé Sauvade est aussi un inventeur, il met au point une machine hydraulique pour pomper l'eau et empêcher les navires de couler, ou pour assécher les marais. Ayant vécu dans un moulin, il connait le métier de fabricant de papier, il cherche des procédés pour améliorer la qualité du papier et sa résistance aux insectes .

### Période de la Révolution française
En 1784, l'abbé Sauvade est prêtre et chapelain de la Maison Royale des Tuileries. Lorsque la  Révolution éclate en 1789, il va habiter chez son cousin Jean Blaize Vimal. Le beau-frère de celui-ci est Jean-François Gaultier de Biauzat, député à l'Assemblée Constituante, qui loge avec eux au no 29 rue Hautefeuille à Paris. Vimal, manipulé par un ami qui le dénonce, est accusé d'être un faux monnayeur et Benoît Sauvade est tenu pour complice, il est emprisonné à la Conciergerie. 
Par jugement du 29 juin 1792, du tribunal criminel, Jean Blaize Vimal et Benoît Sauvade et Guillot sont condamnés à la peine de mort comme fabricateurs de faux assignats. La guillotine est installée sur la place de Grève à Paris, depuis le mois d'avril 1792. La famille Sanson qui détient la charge d'exécuteur de haute justice en fait un grand usage. Le bourreau est Gabriel Sanson, fils de Charles Henri Sanson. Les têtes de ces trois condamnés sont coupées, alors le bourreau se saisit d'une tête pour l'exhiber à la foule, il glisse, tombe de l'échafaud et meurt à son tour.
Benoît Sauvade est mort guillotiné le 27 août 1792; jusqu'au dernier jour il clame son innocence , alors que Vimal a avoué.